# جيمي ماك إيوان
جيمي ماك إيوان (بالإنجليزية: Jimmy MacEwan)‏ (22 مارس 1929 في المملكة المتحدة - 28 نوفمبر 2017) هو مدرب كرة قدم ولاعب كرة قدم بريطاني في مركز جناح ‏. لعب مع أستون فيلا وريث روفرز ونادي والسول.

## وصلات خارجية
- جيمي ماك إيوان على موقع قاعدة بيانات كرة القدم.إي يو (الإنجليزية)